# Trachymene dissecta
Trachymene dissecta är en flockblommig växtart som beskrevs av Ferdinand von Mueller. Trachymene dissecta ingår i släktet Trachymene och familjen flockblommiga växter. Inga underarter finns listade i Catalogue of Life.